# Ніпарс
Ніпарс (нім. Niepars) — громада в Німеччині, розташована в землі Мекленбург-Передня Померанія. Входить до складу району Передня Померанія-Рюген. Центр об'єднання громад Ніпарс.
Площа — 35,90 км2. Населення становить 2492 ос. (станом на 31 грудня 2020).